# Avenue Victoria
Pour Avenue Victoria à Montréal, voir Avenue Victoria (Montréal).
L’avenue Victoria est une voie des 1er et 4e arrondissements de Paris, en France.

## Situation et accès
Parallèle à la Seine, longue de 400 mètres, elle commence au 5, place de l'Hôtel-de-Ville - esplanade de la Libération et se termine au 2, rue des Lavandières-Sainte-Opportune et au 4, rue Édouard-Colonne.
Elle est principalement accessible par le métro aux stations Hôtel de Ville, desservie par les lignes 1 et 11, et Châtelet, où circulent les trains des lignes 1, 4, 7, 11 et 14.

## Origine du nom

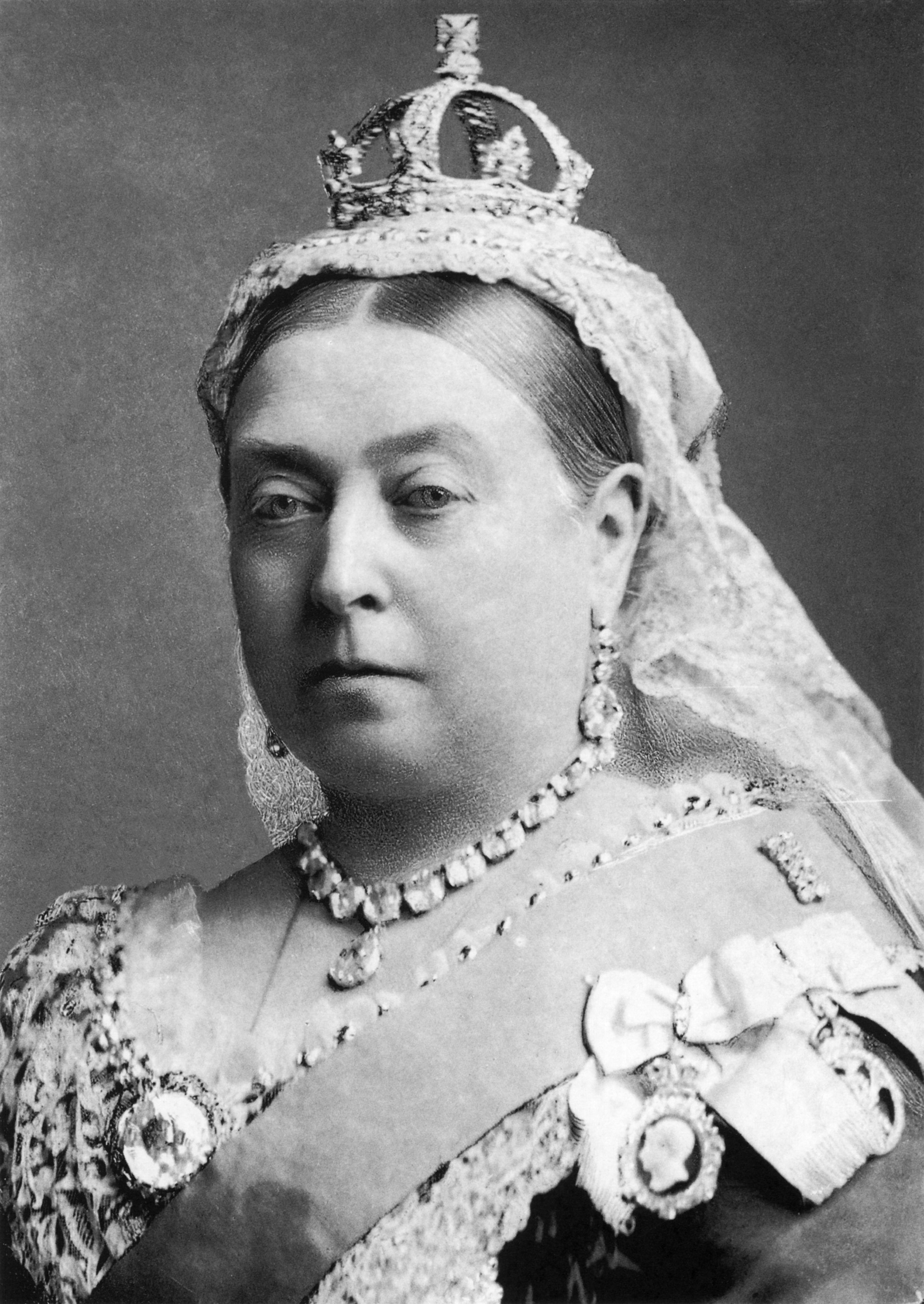
La reine Victoria.

La voie porte ce nom en souvenir de la réception de la reine d'Angleterre Victoria à l'hôtel de ville de Paris le 23 août 1855. Elle était venue en France pour assister à l'exposition universelle qui se déroulait la même année dans la capitale parisienne.

## Historique
L'avenue a été ouverte dans le cadre des travaux de transformations de Paris sous le Second Empire en même temps que la rue de Rivoli dans le voisinage du Châtelet et que le boulevard de Sébastopol. Le percement de ce nouvel axe dans le tissu urbain très dense du quartier des anciennes boucheries entraîna la disparition de plusieurs rues.
- À l'est de la place du Châtelet :
  - rue de la Vannerie ;
  - rue de la Tannerie ;
  - rue des Teinturiers ;
  - rue de la Vieille-Place-aux-Veaux ;
  - rue de la Vieille-Tannerie ;
  - rue de la Vieille-Lanterne ;
  - rue de la Tuerie ;
  - rue Saint-Jérôme ;
  - rue Saint-Jacques-de-la-Boucherie (du nom de l'église dont le clocher subsiste) ;
  - rue du Petit-Crucifix.

- À l'ouest de la place du Châtelet :
  - une partie de la rue Saint-Germain-l'Auxerrois (à l'est de la rue des Lavandières-Sainte-Opportune) ;
  - rue de la Saunerie.

Appelée d’abord « boulevard de l'Hôtel-de-Ville », cette voie prend le nom d’« avenue Victoria », par décret du 3 octobre 1855, en souvenir de la réception de la reine Victoria du Royaume-Uni à l’hôtel de ville de Paris le 23 août 1855, durant la guerre de Crimée (le Royaume-Uni et la France étant des alliés) et l’exposition universelle de 1855.

## Bâtiments remarquables et lieux de mémoire
- Partant de l’Hôtel de ville, l'avenue longe sur son côté sud le théâtre de la Ville et le théâtre du Châtelet. Elle limite, sur son côté nord, le square de la tour Saint-Jacques entourant la tour Saint-Jacques.
- No 3 : siège de l'Assistance publique - Hôpitaux de Paris jusqu'en 2022.
- No 4 : emplacement de l'immeuble servant d'annexe de l'Hôtel de ville de Paris, où se trouvaient les archives de Paris, et notamment les registres paroissiaux et d'état civil du XVIe siècle à 1859. Le bâtiment est volontairement et totalement incendié par les communards, le 23 mai 1871, anéantissant tous les documents qu'il contenait et qui font aujourd'hui défaut dans les archives de la ville.
- No 5 : en 1885 y habitait le peintre Jules-Charles Choquet, élève du peintre paysagiste Henri Harpignies[4].
- No 12 : Chambre des notaires.
- No 20 : hôtel Britannique. En mai 1920 est créé dans un salon le Centre quaker, embryon de la communauté quaker française, qui fut reconnu par les autorités en 1927. En 1928, son siège est transféré rue Guy-de-La-Brosse[5].

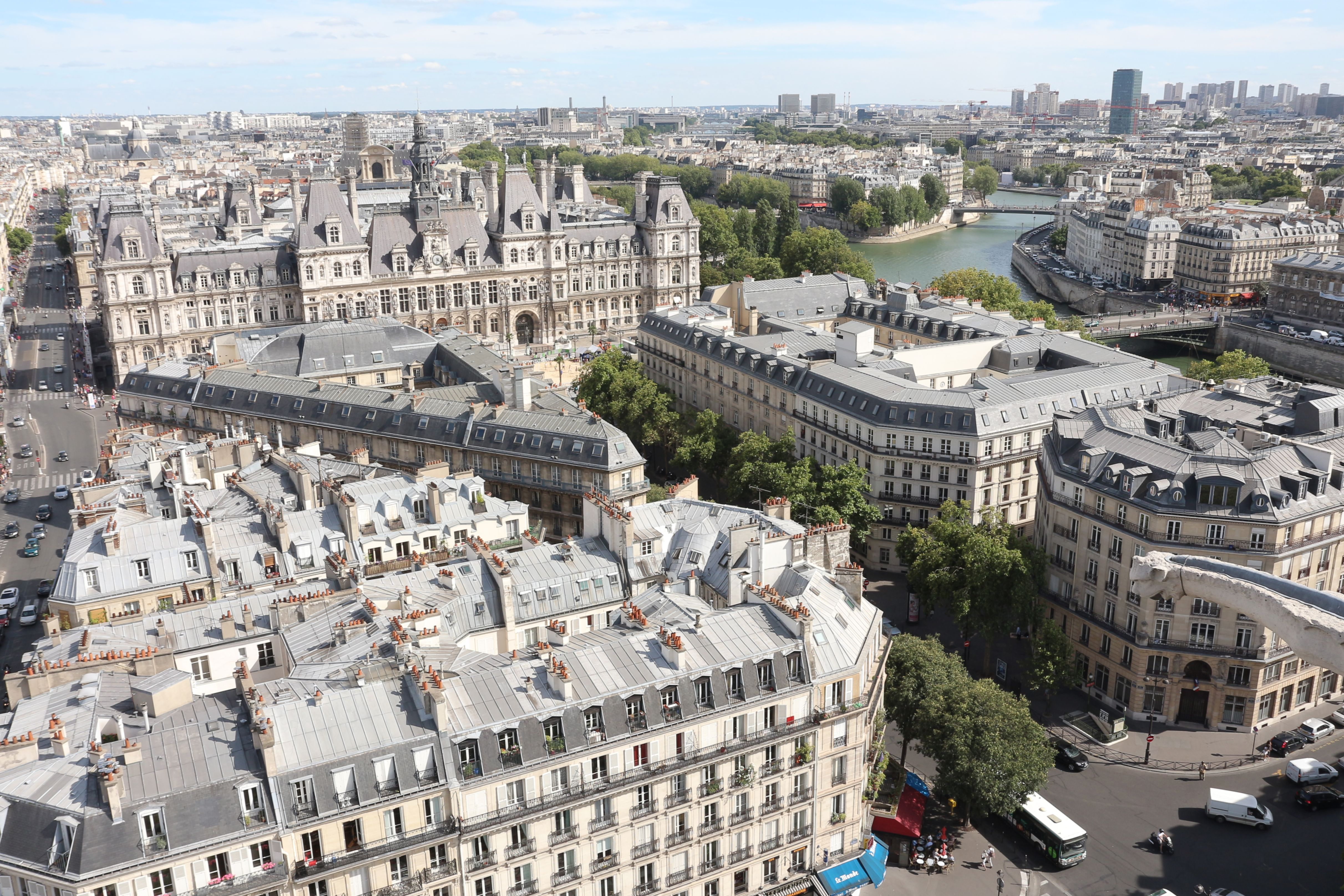
Le début de l'avenue Victoria, arboré, depuis la tour Saint-Jacques.
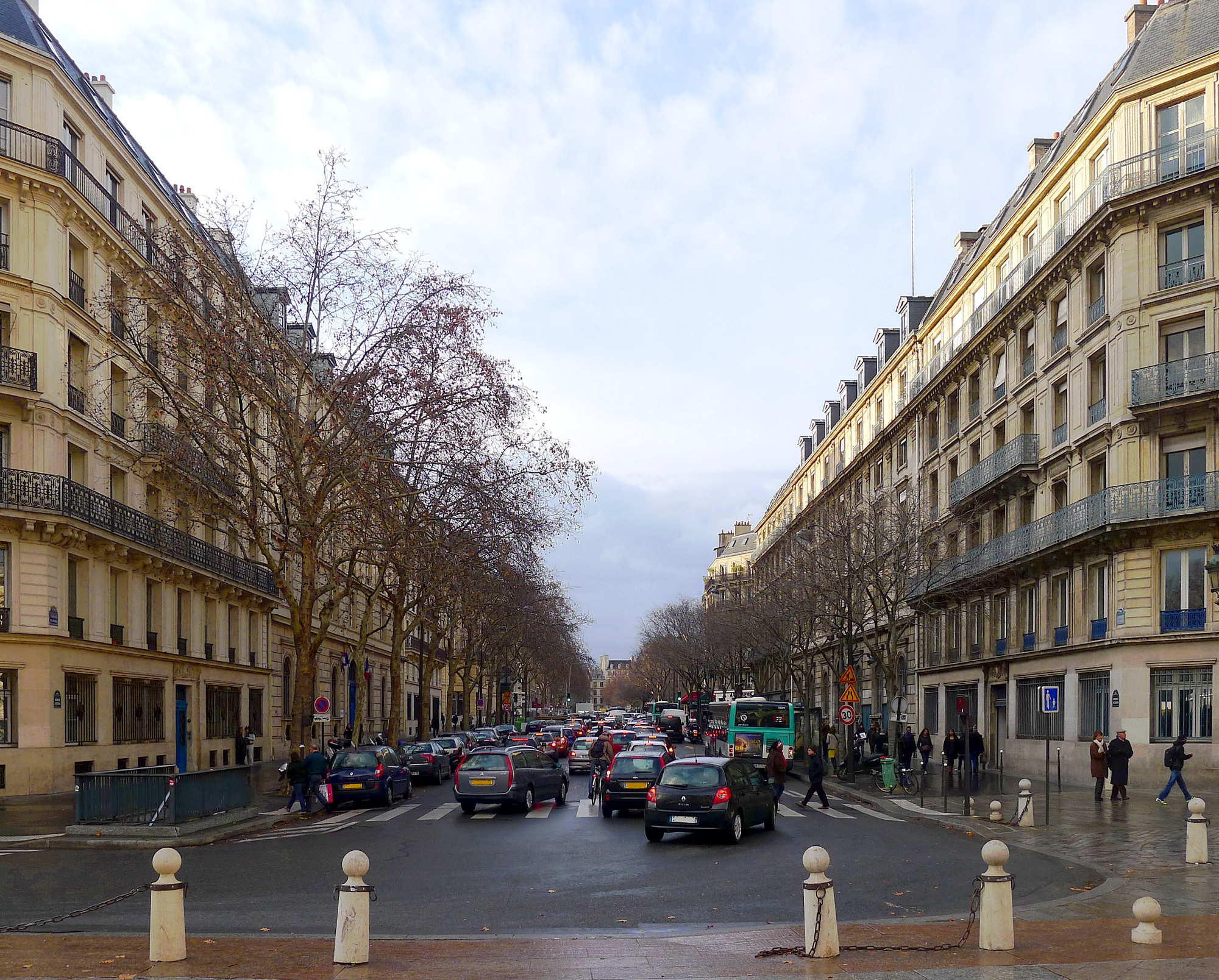
Vue depuis la place de l'Hôtel-de-Ville.
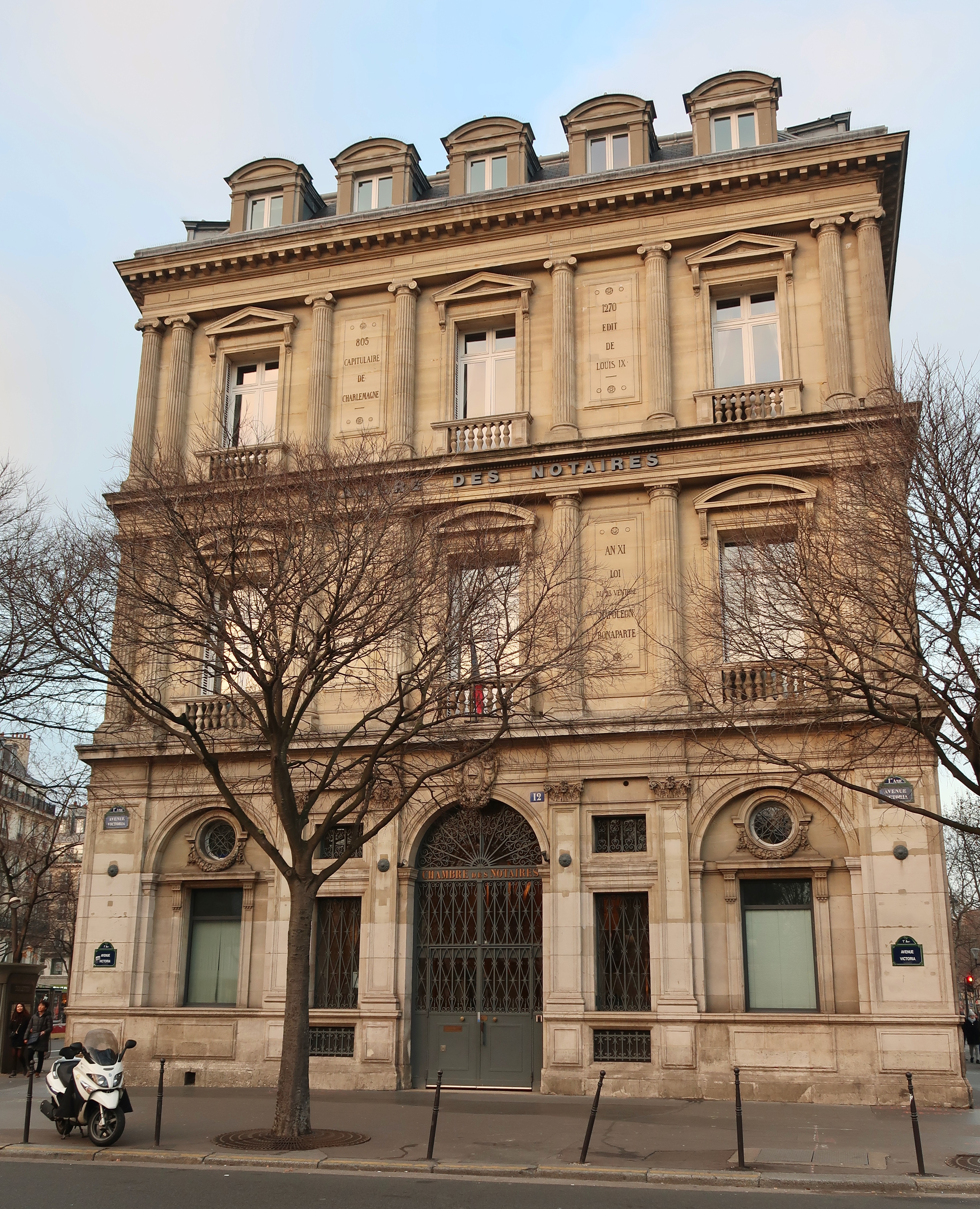
No 12.

## Au cinéma
Une scène du film Le Samouraï (1967) de Jean-Pierre Melville, avec Alain Delon, est tournée dans l'avenue.

## Pour approfondir